# ほうおう座ニュー星
ほうおう座ν星（ほうおうざニューせい、ν Phoenicis、ν Phe）は、ほうおう座にあるF型主系列星である。視等級は4.97で、肉眼でもみることができる明るさである。

## 特徴
| 太陽 | ほうおう座ν星 |
| ---- | ------------- |
| 太陽 | Exoplanet     |

ほうおう座ν星は、ソーラーアナログの一つで、観測される特徴は太陽と似ているが、太陽よりも少し質量が大きい。年周視差に基づいて計算した地球からの距離は、約49.5光年で、太陽系に比較的近い恒星である。
遠赤外線、そして弱いながら中間赤外線でも赤外超過が観測されており、半径が10AU前後の位置にある、細い塵の星周円盤が存在するのではないかと考えられている。